# Teresa Rzepecka
Teresa Rzepecka, z domu Szumska, pseud. Stara Wołynianka, T.R., T.Rz., Ter.Rzep. (ur. 1829 w Połowiennikach, Wołyń, zm. w połowie listopada 1909 w Pohorylcach, powiat krzemieniecki) - poetka polska, publicystka.
Pochodziła z rodziny ziemiańskiej, była córką Józefa Szumskiego i Izabeli z Kamieńskich. Uzyskała prywatne wykształcenie w domu babki Teresy z Romanów Kamieńskiej, później w domu rodziny Beyzymów na Wołyniu. W 1846 wyszła za mąż za ziemianina Seweryna Rzepeckiego i osiadła w jego majątku Pohorylce. Obok prowadzenia domu zajmowała się działalnością społeczną i edukacyjną wśród chłopów. Publikowała utwory wierszowane na łamach "Biesiady Literackiej", warszawskiego "Świtu", "Dziennika Chicagoskiego", "Zgody" (Chicago); wyrażała tam uczucia patriotyczne, przywiązanie do rodzinnej ziemi, pochwałę postępu cywilizacyjnego. W utworach prozatorskich, którym nadawała często formę listów do redakcji, poruszała problematykę emancypacji kobiet. Opracowała również zarys historii starożytnej, który jednak nie ukazał się drukiem.